# Silicon Power
Silicon Power Computer & Communications Inc. (chiń. 廣穎電通股份有限公司) – tajwańskie przedsiębiorstwo zajmujące się produkcją pamięci komputerowych. Jego portfolio obejmuje napędy SSD, przenośne pamięci USB, dyski HDD i karty SD.
Przedsiębiorstwo zostało założone w 2003 roku, a swoją siedzibę ma w Tajpej. 